# Česko-Slovenská filmová databáze
Česko-Slovenská filmová databáze (ČSFD.cz; deutsch: Tschechisch-slowakische Filmdatenbank) ist eine Online-Datenbank zu Filmen, Fernsehserien sowie über Personen, die daran mitgewirkt haben, in Tschechisch und Slowakisch. Daneben werden über das Kino- und Fernsehprogramm informiert sowie DVD und Bluray angeboten.
Registrierte Benutzer können einzelne Filme bewerten und kommentieren sowie Vorschläge oder Änderungen (z. B. zusätzliche Infos, Trivia o. Ä.) vorschlagen, die vor der Veröffentlichung von den Administratoren der Website genehmigt werden.
Bewertungssystem: Filme ab 10 Benutzerbewertungen werden farblich gekennzeichnet: Ab 70 % positiven Bewertungen rot, zwischen 31 % und 69 % blau und weniger als 30 % schwarz; Filme mit weniger als 10 Bewertungen sind grau markiert.